# Club Voleibol Ciudadela
El Club Voleibol Ciudadela (en catalán Club Voleibol Ciutadella) es un equipo de voleibol de España, de la ciudad de Ciudadela (Baleares). Se fundó en 1985 y actualmente compite en la Superliga Femenina Española con el nombre de Avarca de Menorca. En temporadas anteriores también dio patrocinio al equipo la empresa local de calzado Patricia.

## Historia
El Club Voleibol Ciudadela fue constituido en el verano de 1985 a partir de la fusión de los equipos de varios colegios de la localidad.
El equipo masculino debuta en Primera División nacional en octubre de 1990, aunque tras un par de temporadas desciende y retorna a la competición regional.
El equipo sénior femenino alcanzó la Primera División en 1993 y, a pesar del descenso en 1996, retornó en 1998 y se proclamó campeón de España de Primera División femenina en la fase final celebrada en Haro en abril de 2003. En la disputada fase final de la FEV de 2006 consiguió el ascenso a Superliga Femenina.
En 2009 completa la primera vuelta de la competición de liga en primera posición y organiza del 5 al 8 de febrero la fase final de la Copa de la Reina. Disputa la final frente al C.A.V. Murcia 2005.

## Palmarés
El palmarés del Avarca de Menorca comprende entre sus títulos oficiales dos Liga Iberdrola, dos Supercopa de España y una Copa de la Reina.
Nota: en negrita competiciones vigentes en la actualidad.
| Competición nacional                 | Títulos            | Subcampeonatos                 |
| ------------------------------------ | ------------------ | ------------------------------ |
| Superliga Femenina de Voleibol (2/2) | 2010-11 y 2011-12. | 2009-10 y 2023-24.             |
| Copa de la Reina (1/5)               | 2025.              | 2009, 2011, 2014, 2020 y 2024. |
| Supercopa de España (2/3)            | 2020 y 2024.       | 2009, 2012 y 2014.             |